# Robert Wisdom
Robert Ray Wisdom (ur. 14 września 1953 w Waszyngtonie) – amerykański aktor charakterystyczny.

## Życiorys
Urodził się i dorastał w Waszyngtonie jako syn Jamajczyków. Uczył się w St. Alban’s School i ukończył studia na Uniwersytecie Columbia w Nowym Jorku, uzyskując dyplom z historii i ekonomii. Podążając za swoją pasją podróżował po świecie i grał na kilku instrumentach perkusyjnych. Początkowo pracował w bankowości, następnie przeszedł do National Public Radio jako producent. W latach 80. pełnił funkcję dyrektora artystycznego przy różnych projektach kulturalnych, w końcu został dyrektorem sztuk performatywnych w Instytucie Sztuki Współczesnej w Londynie. W 1991 postanowił rozpocząć karierę aktorską, doskonaląc swoje umiejętności w Anglii, zanim w 1993 udał się do Hollywood.

## Filmografia
Filmy
- Detektyw bez pamięci (1994) jako Mort
- Hellraiser IV: Dziedzictwo krwi (1996) jako Gambler Cenobite – Corbuiser
- Gdyby ściany mogły mówić (1996) jako policjant
- Szaleństwa młodości (1996) jako Bobby Washington
- Invader (1996) jako płk Jessie Pratt
- No Easy Way (1996) jako menedżer hotelu
- Bez twarzy (1997) jako Biondi
- Wulkan (1997) jako pracownik O.E.M.
- Jamaica Beat (1997) jako inspektor Sterling
- Wielki Joe (1998) jako Kweli
- Three Businessmen (1999) jako Leroy Jasper
- How to Get Laid at the End of the World (1999) jako Quonset Jones
- Zatańczyć w Błękitnej Iguanie (2000) jako Eddie
- Rocky Road (2001) jako Michael Jones
- Opowiadanie (2001) jako pan Scott
- Osmosis Jones (2001) jako Wielki Zarodek (głos)
- Hollywood Palms (2001) jako The Dutchman
- Coastlines (2002) jako Bob Johnson
- Jeźdźcy Apokalipsy (2003) jako Lucius
- Kingpin (2003) jako Rolando
- Killer Diller (2004) jako Moker
- Haven (2004) jako Sterling
- Ray (2004) jako Jack Lauderdale
- Starsza pani musi zniknąć (2003) jako oficer Dan
- Barbershop 2: Z powrotem w interesie (2004) jako Alderman Brown
- Życie, którego nie było (2004) jako Carl Dayton
- Crazy Like a Fox (2004) jako Roy Fowler
- Zaklęte serca (2005) jako Blume
- Umierający jastrząb (2006) jako Billy Bob
- Wolność słowa (2007) jako dr Carl Cohn
- Sexlista 101 (2007) jako Alpha
- Ball Don’t Lie (2008) jako Perkins
- Spider-Man: Web of Shadows (2008) jako Luke Cage
- Władca Pierścieni: Podbój (2009) jako oficer Uruk-Hai nr 2 (głos)
- The Collector (2009) jako Roy
- Sympathy for Delicious (2010) jako Prendell
- Happy Town (2010) jako Roger Hobbs
- Gra namiętności (2010) jako Malcolm (Monk)
- Brudny glina (2011) jako kapitan
- Mroczny Rycerz powstaje (2012) jako kapitan na moście
- Freelancers (2012) jako Terrence Burke
- Call of Duty: Black Ops II (2012) jako Jonas Savimbi

Seriale
- Mroczne dziedzictwo (1997–1999) jako Daniel Euwara
- Cracker (1997–1999) jako detektyw Danny Watlington
- Skazany na śmierć (2007–2008) jako Norman 'Lechero' St. John
- Nie z tego świata (2008–2009) jako Uriel
- Tożsamość szpiega (2010–2011) jako Vaughn Anderson
- Nashville (2012–2013) jako Coleman Carlisle
- Loft (2014) jako det. Cohagan
- Chicago PD (2014–2015) jako Ron Perry
- Żywy towar (2016) jako Roy
- Rosewood (2016–2017) jako Gerald Kelly
- Unforgettable (2017) jako detektyw Pope
- Flaked (2016–2017) jako George
- Gracze (2015–2017) jako Dennis
- Beast of Burden (2018) jako Mallory
- Alienista (2018) jako Cyrus Montrose